# 한국박물관협회
한국박물관협회(韓國博物館協會)는 민족문화발전에 기여하며 사회교육기관으로서 역할을 충실히 이행할 수 있도록 국내외 박물관 상호간의 유기적 협조체제 유지 및 제도적 보호육성을 목적으로 1991년 3월 9일 설립된 대한민국 문화체육관광부 소관의 사단법인이다. 사무실은 서울특별시 용산구 서빙고로 137 (국립중앙박물관 내)(우: 04383)에 있다.

## 설립 근거
- 박물관 및 미술관 진흥법[1]

## 주요 사업
- 건전한 박물관의 발전을 위한 지원
- 국내외 박물관과의 자료교환 및 협조
- 연구발표회, 학술지 및 회지발간
- 국내외 특별전 지원
- 박물관 전문직원에 대한 교육 및 양성